# عبدالعزیز الغیلانی
عبدالعزیز الغیلانی (عربی: عبدالعزيز الغيلاني؛ زادهٔ ۱۴ مهٔ ۱۹۹۵) بازیکن فوتبال اهل عمان است.
وی همچنین در تیم‌های ملی فوتبال زیر ۲۳ سال عمان و عمان بازی کرده‌است.